# Tore Edman
Tore Edman (ur. 25 lipca 1904, zm. 16 czerwca 1995) – szwedzki skoczek narciarski, także kombinator norweski i biegacz narciarski. Złoty medalista mistrzostw świata na skoczni normalnej w 1927 roku. Jedyny mistrz świata w skokach narciarskich ze Szwecji.
Pochodził z miasta o nazwie Arvika. Zdobył tytuł mistrza świata w skokach narciarskich w Cortinie d’Ampezzo w 1927 roku po skokach na 46,5 m i 54 m (jego druga próba okazała się być najdalszą w trakcie tamtych zawodów). Podczas konkursu Edman skakał z kontuzją stopy.
W Cortinie d’Ampezzo startował także w kombinacji norweskiej (13. miejsce) oraz w biegu na 18 kilometrów (23. miejsce).
Mistrz Szwecji w skokach narciarskich z 1927 roku.
Przed II wojną światową Edman prowadził hodowlę norek, jedną z większych tego typu w kraju.